# Minister Mentor
Minister Mentor (chin.: 内阁资政) ist ein im Jahre 2004 eigens für Lee Kuan Yew geschaffener Kabinettsposten im Kabinett des singapurischen Premierministers Lee Hsien Loong.
Davor hatte Lee Kuan Yew von 1990 bis 2004 den Posten Senior Ministers inne.  
| Minister Mentor | Beginn der Amtszeit | Ende der Amtszeit |
| --------------- | ------------------- | ----------------- |
| Lee Kuan Yew    | 12. August 2004     | 21. Mai 2011      |

Nach den singapurischen Parlamentswahlen 2011, in denen die regierende PAP ungewöhnlich schlecht abschnitt, trat Lee Kuan Yew von dem Posten zurück. Damit entfiel der Posten des Minister Mentor.